# História do racismo
O racismo tem sido visto de forma muito diferente ao longo da história

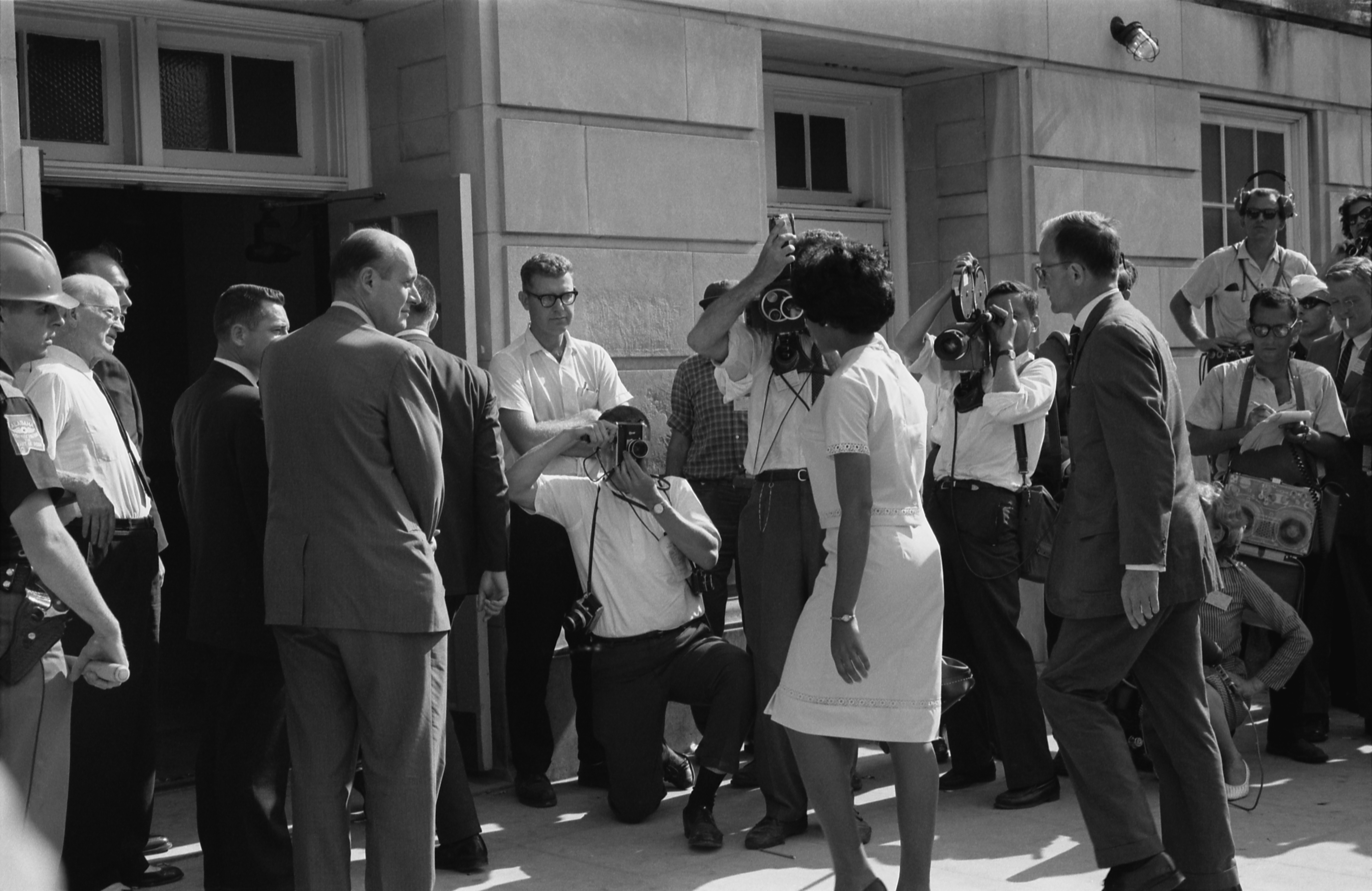
A estudante universitária afro-americana Vivian Malone entrou na Universidade do Alabama, nos EUA, para se inscrever para as aulas como um dos primeiros alunos não brancos a frequentar a instituição. Até 1963, a universidade era racialmente segregada e os estudantes não brancos não podiam participar.

## Cronologia do racismo

### Antiguidade e Idade Média
Na antiguidade, entre diversos povos, as relações eram sempre de vencedor e cativo. Estas existiam independentemente da raça, pois muitas vezes povos de mesma matriz racial guerreavam entre si e o perdedor passava a ser cativo do vencedor, neste caso o racismo se aproximava da xenofobia.
Por muito tempo o racismo permaneceu de uma forma mais xenofóbica do que racial propriamente dita, permanecendo latente até a época de expansão das nações europeias.
Com o avançar das conquistas territoriais e culturais dos povos europeus, ainda na Idade Média não havia necessariamente o racismo da forma como manifestado futuramente, o que havia era o sentimento de superioridade xenofóbico de origem religiosa. Isto ocorria devido ao poder político da igreja cristã que justificava submissão de povos conquistados de forma incorporá-los à cristandade. Porém, aqueles que não se submetiam era aplicado o genocídio, que gerava sentimentos racistas por parte dos vencedores e dos submetidos.

### Idade Moderna (Século XV)
À medida que a tecnologia foi avançando, a Europa iniciou sua caminhada em direção à conquista econômica e tecnológica sobre o mundo.
Começaram então a surgir ideologias justificando o racismo e o domínio da Europa sobre as demais regiões. Entre estas novas ideias, estavam aquelas doutrinas que alegavam existir na Europa uma raça superior. Segundo consta, aquela raça era destinada por Deus e pela história a comandar o mundo e dominar as raças que não eram europeias, consideradas inferiores e desprovidas de cultura própria.

### Chegada dos conquistadores portugueses à África
Quando ocorreram os primeiros contatos entre conquistadores portugueses e africanos, no século XV, não houve atritos de origem racial. Os negros e outros povos da África entraram em acordos comerciais com os europeus, que incluíam o comércio de escravos que, naquela época, era aceito como uma forma de aumentar o número de trabalhadores numa sociedade.

### Ameríndios enegros
As Grandes Navegações levaram países como Espanha e Portugal a explorarem os quatro cantos do globo se deparando com civilizações totalmente novas. Nessa ocasião, a justificativa para a expansão luso-espanhola foi a difusão do Cristianismo entre os povos considerados pagãos. Porém, a ideia desses reinos era submeter esses povos e explorar a riqueza que os países possuíam. 
No Brasil os negros foram trazidos para serem escravos nos engenhos de cana-de-açúcar, devido às dificuldades da escravização dos ameríndios, os primeiro habitantes brasileiros do qual se tem relato. O convívio com as doenças dos brancos e de seus animais, por terem contatos há séculos com os povos brancos e com os animais por eles domesticados, e juntamente com a motivação financeira, decorrentes do fato do tráfico negreiro ter sido a maior fonte de renda do período colonial, foram usados como justificativas para a escravização negra.
Mais tarde, quando os europeus e principalmente os povos germânicos começaram a colonizar a África no século XIX, eles começaram a apresentar justificativas piores para a implementação da cultura e modo de vida europeus às sociedades negras; uma dessa justificativas foi a ideia errônea de que os negros eram uma raça inferior. Assim, passaram a aplicar a discriminação com base racial nas suas colônias, para assegurar determinados "direitos" aos colonos europeus. O caso mais extremo foi a instituição do apartheid na África do Sul, em que essa discriminação foi suportada por leis decretadas pelo Estado.

## O racismo como fenômeno social
O racismo, como fenômeno comportamental e social, procura afirmar que existem raças puras, e que estas são superiores às demais; desta forma, procura justificar a hegemonia política, histórica e econômica.
Do ponto de vista racial, os grupos humanos atuais em sua maioria são produto de mestiçagens. A evolução das espécies incluindo a humana e o sexo facilitaram a mistura racial durante as eras. Afirmar que existe raça pura torna ilusória qualquer definição fundada em dados étnicos e genéticos estáveis. Portanto, quando se aplica ao ser humano o conceito de pureza biológica, o que ocorre é uma confusão entre grupo biológico e grupo linguístico ou nacional.

### No Brasil
Os negros foram trazidos ao Brasil para servirem de escravos nos engenhos de cana-de-açúcar, devido às dificuldades da escravização dos ameríndios, os primeiros habitantes brasileiros do qual se tem relato.
Outras motivações para a escravidão negra foram o convívio com as doenças dos brancos e de seus animais, por terem contatos há séculos com povos brancos e a domesticação dos animais utilizados por eles, e juntamente com a motivação financeira, pois o tráfico negreiro foi a maior fonte de renda do período colonial.
A abolição da escravatura brasileira foi um processo lento que passou por várias etapas antes da sua concretização. Criaram-se leis com o intuito de retardar esse processo de abolição como a Lei do Ventre Livre e a Lei dos Sexagenários entre outras, as quais pouco favoreciam os escravos.
Quando finalmente foi decretada a abolição da escravatura, não se realizaram projetos de assistência ou leis para a facilitação da inclusão dos negros à sociedade, fazendo com que continuassem a ser tratados como inferiores e tendo traços de sua cultura e religião marginalizados, criando danos aos afrodescendentes até os dias atuais.
Durante o século XX, os negros brasileiros ainda enfrentaram muitas dificuldades para superarem as discriminações no mercado de trabalho e na sociedade em geral. Mesmo com o reconhecimento da igualdade formal perante a lei, na prática os negros não conseguiam facilmente as mesmas posições que os brancos, principalmente no plano econômico.
Nos Estados Unidos o sentimento de ódio e de discriminação sempre foram mais latentes, também no Brasil os negros foram vítimas do ''apartheid social" que sempre sufocou o país, estabelecendo um grande distanciamento entre ricos e pobres.
Para além disso, o racismo no Brasil continuou ocorrendo de maneira velada no meio social nas últimas décadas do século XX. Mesmo após a promulgação da Constituição de 1988, que considera o racismo como "crime inafiançável e imprescritível", ainda se liam anúncios de empregos em jornais procurando pessoas de "boa aparência" o que, na realidade, significa uma recusa quanto à contratação de negros.
Recentemente, o governo brasileiro tomou medidas inéditas a fim de reduzir as desigualdades sociais entre brancos e negros, tendo estabelecido um sistema de cotas para afrodescendentes e estudantes provenientes de escolas públicas nos vestibulares das universidades federais.
Em 1989, o governo de José Sarney determinou que racismo é crime no Brasil, que atualmente é inafiançável e imprescritível. Neste ano, foi promulgada a Lei 7.716, chamada Lei Caó, em homenagem a seu autor, o então deputado e ativista do movimento negro Carlos Alberto de Oliveira.
Essa legislação determina como racismo impedir pessoas habilitadas de assumir cargos no serviço público ou se recusar a contratar trabalhadores em empresas privadas por preconceito contra raça, cor, etnia e nacionalidade.
Também comete o crime de racismo quem, pelos mesmos motivos, recusa o atendimento a pessoas em estabelecimentos comerciais (um a três anos de prisão), veda a matrícula de crianças em escolas (três a cinco anos), e impede que cidadãos negros entrem em restaurantes, bares ou edifícios públicos ou utilizem transporte público (um a três anos).
Em 2003 foi sancionada a Lei 10639/03 que alterou a Lei de Diretrizes e Bases da Educação que inclui no currículo oficial da Rede de Ensino a obrigatoriedade da presença da temática "História e Cultura Afro-Brasileira e Africana".
A assinatura ocorre graças aos anos de lutas dos movimentos sociais, em especial do Movimento Negro, e sem dúvidas é uma conquista desses atores sociais. No parágrafo primeiro, o texto da lei cita que o conteúdo programático incluirá a luta dos negros no Brasil, a cultura negra e formação da sociedade nacional "resgatando a contribuição do povo negro nas áreas social, econômica e política pertinente à História do Brasil".
Em 02/08/2014 uma Lei que determina mais negros em publicidades foi sancionada em Rio Branco(AC). 